# 11B-X-1371
11B-X-1371 es un video viral difundido en la plataforma YouTube a comienzos de 2015 y enviado a GadgetZZ.com, un blog tecnológico sueco que lo publicitó. El segmento, montado en blanco y negro, tiene una duración de dos minutos; su título proviene del texto sin formato de una cadena en Base64, un sistema de numeración posicional, escrita en el DVD que se remitió. En el vídeo se observa a una persona con lo que parece ser un disfraz de médico de la peste caminando y de pie en un edificio abandonado en ruinas, con un bosque visible a través de las antiguas aberturas de las ventanas en la pared detrás de él. Acompañado por una banda sonora de zumbido fuerte y discordante, la figura enmascarada levanta una mano con una luz que parpadea irregularmente. La película no tuvo créditos ni pretensiones de autoría.
Se llegaron a encontrar diversos mensajes ocultos en el video y su espectrograma de sonido, muchos de ellos en sistemas de cifrado y cifrados de uso común, así como imágenes de personas torturadas y mutiladas. La mayoría de los mensajes consiguieron ser decodificados gracias a la participación de los usuarios de un hilo de Reddit, conociéndose que algunas de las imágenes ocultas procedían de investigaciones de asesinatos notables como el estrangulador de Boston. Se ha interpretado que sea una amenaza de bioterrorismo contra Estados Unidos, aunque también se ha especulado que el video es en realidad una broma, un truco de marketing viral para alguna película o videojuego, o un proyecto audiovisual universitario.
Después de salir a la luz por primera vez en octubre de 2015, se descubrió que se había publicado en YouTube varios meses antes, junto con un mensaje igualmente amenazante en código binario. Los investigadores de Internet lograron establecer que fue filmado en el antiguo Sanatorio Zofiówka en las afueras de Otwock, una ciudad de Polonia, en algún momento entre noviembre de 2013 y la publicación del video.
Tres meses después de la controversia inicial, un individuo que se llamaba Parker Warner Wright afirmó haber creado el video. Le dijo a The Daily Dot que tenía la intención de ser un proyecto de arte y lanzó una secuela de video, 11B-3-1369. Como una forma de probar su identidad, desafió a los espectadores a crear un duplicado exacto de su máscara de médico de la plaga.

## Sinopsis
El video comienza con imágenes temblorosas que muestran una figura mayormente oculta en la sombra entre dos aberturas del tamaño de una ventana en una pared de ladrillos, a través de las cuales se pueden ver las hojas de los árboles, movidas por efecto del viento que hace. Las imágenes están acompañadas de zumbidos electrónicos indistintos y silbidos. La figura principal sostiene su mano derecha hacia la ventana, señalando con tres dedos, luego uno y finalmente dos.
La figura permanece en la sombra, con un inserto que la muestra con los brazos cubiertos por una capa, mientras la cámara se aleja y gira lentamente hacia la derecha. Después de un salto de cámara, la iluminación alrededor de la figura mejora, revelando que lleva un atuendo que se asemeja a un disfraz del médico que trataba la peste, una capa larga y oscura con capucha de manga larga con el rostro enmascarado por un pico largo de cuero oscuro que apunta hacia abajo con gafas de protección. Vuelve a levantar su mano derecha, mostrando la palma hacia afuera a la altura del hombro para revelar una luz parpadeante en el centro de la palma. Aparecen pitidos en la banda sonora en coordinación con los parpadeos.
La figura finalmente se vuelve a su derecha para mirar la mano. En ese momento, las hojas de afuera están quietas. La figura se vuelve para mirar a la cámara, ahora firme, de nuevo brevemente, luego de nuevo a su mano. Después de una serie de cortes de salto en los que giran rápidamente de un lado a otro entre las dos posiciones, la figura mira directamente a la cámara y la señala.
Tras un nuevo corte rápido, el personaje disfrazado vuelve a mirar a la cámara con las manos a los lados. Con varios movimientos en la grabación, haciendo que se hagan giros a derecha e izquierda, la figura se queda quieta, luego mira a su izquierda lentamente. Mira hacia abajo, donde aparece un cuadro con varias secciones triangulares, luego hacia su derecha cuando la imagen parece fragmentarse brevemente. Durante el resto del video, la figura encapuchada permanece inmóvil de espaldas a la pared, con la cámara aparentemente en la mano nuevamente y viéndose efectos digitales ocasionales que duplican brevemente la imagen.

## Historia
El 12 de octubre de 2015, John-Erik "Johny" Krahbichler, editor fundador del blog tecnológico sueco GadgetZZ, publicó sobre un "acertijo espeluznante" que le habían enviado por correo, quizá en el mes de junio. Un sobre, con matasellos de Varsovia y dirigido a "Johny K.", a cargo del apartado de correos del sitio en Helsingborg, sin remitente, contenía "un CD realmente extraño" (en realidad un DVD), en el que estaba escrito una cadena alfanumérica lo suficientemente larga como para requerir dos líneas. Al principio asumió que era una clave de producto.
Supuso que era un software que alguien le había enviado para revisar. Lo probó en una computadora portátil de repuesto y, en su lugar, encontró el video. "No estaba seguro de qué pensar de él, pero lo encontré muy extraño", le dijo a The Washington Post. "Luego lo reexaminó y comenzó a notar los 'códigos' y letras escondidos alrededor del video", añadió.
Tras hacer unos vagos intentos para decodificarlo él mismo, se rindió y lo publicó en su blog, con imágenes del disco y el sobre. Unos días después, Gizmodo publicó una historia sobre el descubrimiento. Lily Hay Newman de Slate describió la experiencia de verla por primera vez como "espeluznante" e "inquietante", comparándola con la experiencia de ver la cinta de vídeo maldita de la película The Ring de 2002.

## Hipótesis sobre su origen

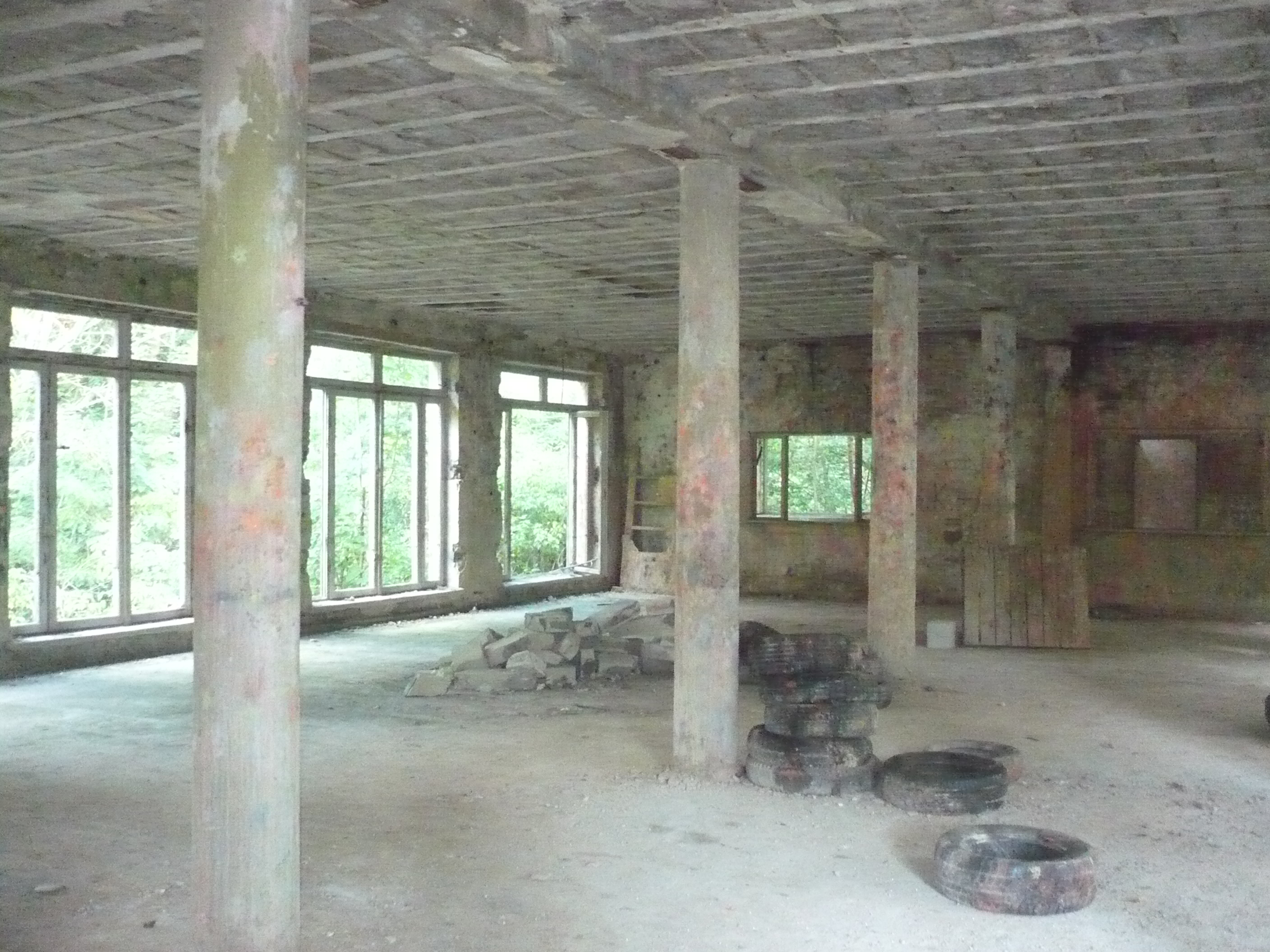
Interior del Sanatorio Zofiówka, muy similar al usado en el vídeo, en 2010.

Las primeras investigaciones pronto descubrieron que Krahblicher no fue el primero en hacer público el video. En mayo, una cuenta de usuario identificada como "AETBX" la había publicado en YouTube, la única publicación de la cuenta en el sitio. Allí, había sido identificado y descrito en código binario (cadena de unos y ceros). Cuando otros usuarios comenzaron a comentarlo, AETBX volvió a preguntar por qué de repente había tanto interés en su publicación de cinco meses. Algunos comentaristas especularon que, de hecho, lo había creado él mismo; lo negó enérgicamente.
The Washington Post trató de ponerse en contacto con él correo electrónico. Se identificó solo como "Daniel from Spain" y dijo que también se lo habían enviado el video por correo. Su versión, dijo, también le fue enviada, por correo electrónico, de una chica que no conocía, quien le dijo que la encontró en un banco del parque. En una actualización de su publicación original, Krahblicher informó que alguien descubrió que incluso antes de la publicación de YouTube, ya era visible en uno hilo que trataba temas paranormales en 4chan. Más tarde, en The Daily Dot, puso en duda la versión de Krahblicher, diciendo que "cualquiera puede falsificar un DVD".
Otras dos pistas sobre posibles creadores resultaron falsas. Aproximadamente cuando Krahblicher publicó por primera vez sobre el video, el blog de Triton TV, un grupo de estudiantes de cine de la Universidad de California en San Diego, publicó una captura de pantalla del video junto con un título y una descripción en binario. Al ser contactado para hacer comentarios, el grupo dijo que ya no usaba ese sitio web y que había sido pirateado unas semanas antes; The Daily Dot dijo que la imagen parecía haber sido una de las muchas publicadas por el hacker al azar. Un hombre llamado Parker J. Wright respondió a la consulta de un periodista en Twitter diciendo que él no era el Parker Wright que había publicado el video en YouTube el 30 de septiembre con la nota "¿Estás escuchando?" ("Are you watching?" en el original).
Si bien se desconoce la identidad del creador del video, se llegó a identificar el lugar en el que se filmó. Un internauta polaco que estaba siguiendo la historia lo situó en el antiguo Sanatorio Zofiówka, cerca de Otwock, a poca distancia al sur de Varsovia. Una de las habitaciones tenía la misma ventana y el mismo graffiti que se veía en el video. Estos últimos no estaban presentes en una foto de la habitación tomada en noviembre de 2013, lo que sugiere que el video se realizó entre esa fecha y abril de 2015.
A finales de noviembre, después de que la mayor parte de las especulaciones sobre el video, su creador y propósito se hubieron calmado, se abrió una cuenta de Twitter con el nombre de Parker Warner Wright. Su propietario afirmó haber realizado el video; Wright no fue la única persona en Internet que afirmó activamente lo mismo en ese momento y durante los últimos meses de 2015, otros publicaron sus propios videos en un intento de autenticarse.
En esas mismas fechas, Wright anunció que el próximo video se lanzaría "en exactamente 1.444 horas métricas" en su canal de YouTube. A la hora señalada, se publicó un nuevo video, titulado 11B-3-1369, en blanco y negro con efectos e inserciones ocasionales, con un texto que expresaba "Sus mentiras desbloquean nuestro disenso", debajo de la descripción. En el nuevo vídeo, la figura, otra vez vestida como médico de la peste, regresó, mostrándose tanto dentro del sanatorio original como en sus exteriores. La banda sonora era más silenciosa que la del primer video e incluía algunos tintineos electrónicos que estaban sincronizados con la luz intermitente de la mano de la figura. Más adelante en el video, a la figura del médico de la peste se le une una mujer con un vestido blanco y el rostro cubierto de vendajes.
Tres semanas después, The Daily Dot publicaba una entrevista con Wright. Le dijo al reportero Mike Wehner que era un ciudadano estadounidense que vivía en Polonia y que los videos estaban pensados como un proyecto de arte. Después de terminar el video, en mayo de 2015, había dejado tres copias, dos en discos en un metro y un parque en Polonia, y la última publicada en 4chan. El reportero Mike Wehner concluyó así que el usuario de YouTube AETBX no participó en la creación del video. Como una forma de autenticarse a sí mismo, Wright desafió a los visitantes de su página de Facebook a replicar la máscara del médico de la plaga, que afirmó haber diseñado y construido él mismo.
Algunos comentaristas en la página de Facebook de Wright se mostraron escépticos ante sus afirmaciones, señalando diferencias en el vestuario entre los dos videos. Wright explicó las diferencias diciendo que quería e hizo una mejor capa para el segundo video. Krahbichler aceptó dichas afirmaciones. "Sería demasiado complicado seguir el juego durante tanto tiempo e inventar historias que encajen tan bien", escribió poco después de que se publicara el segundo video. "Creo que es muy seguro decir que PWW es de hecho el creador".

## Interpretaciones

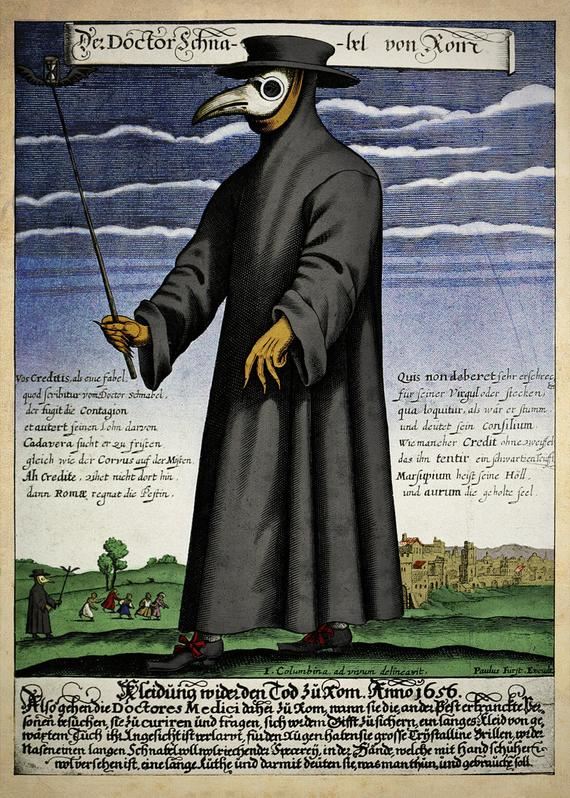
Versión coloreada de un médico de la peste del, grabado de Paul Fürst.

Los usuarios de Reddit que respondieron a la publicación de Krahbichler encontraron otros mensajes codificados ocultos en el video, así como una inscripción codificada en el menú del disco era "11B-X-1371", que se ha tratado como el título del video. James Billington del International Business Times escribió que "algunos informaron [que el audio del video] sonaba como "Me encantaría matarte" repitiéndose una y otra vez". Otro usuario creó un espectrograma del sonido y encontró tanto texto como imágenes ocultas en su interior. El primero tenía uno en texto plano diciendo "Ya estás muerto"; el resto continuaron estando cifrados. Las imágenes mostraban mujeres mutiladas y torturadas. Los primeros temores de que el creador del video pudiera ser un asesino en serie se disiparon cuando una investigación posterior descubrió que una de las imágenes fijas era de la película de terror The Bunny Game (2010), una era de la película alemana Slasher (2007) y otra era una foto de una víctima del estrangulador de Boston.
La mayoría de los mensajes tenían un tono generalmente amenazador. Un espectrograma de sonido del menú del DVD arrojó una imagen de una calavera y más mensajes codificados. El título binario de la publicación de YouTube de AETBX era originalmente "muerte", en español, y la descripción, también en este idioma, se exponía como "te queda un año menos". Se encontró que el mensaje de triángulo y cuadrado cerca del final del video decía Ad oppugnare homines, un cifrado francmasón que en latín significa "Atacar o apuntar a hombres".
El disfraz de médico de la plaga llevó a otros lectores a ver las amenazas del video como relacionadas con el bioterrorismo. El texto sin formato de un mensaje decía "El águila infectada propagará su enfermedad. Somos el antivirus que protegeremos el organismo mundial"; otro decía "Dale una flecha en el corazón del águila". El número 1371 se sugirió una posterior relación con el mismo año, que fue uno en el que la este Negra estaba devastando Europa.
Se encontró que las inserciones de un solo frame tenían código Morse y otros textos en cifrados comunes. El texto sin formato de Morse era la frase "RED LIPS LIKE TENTH"" ("LABIOS ROJOS COMO EL DÉCIMO"). Se encontró que una secuencia de 20 pares de caracteres de dos dígitos era la latitud y longitud de la Casa Blanca en Washington D.C. Más tarde se señaló que la frase "LABIOS ROJOS" ("RED LIPS") podría ser un anagrama destinado a "MATAR AL PRESIDENTE" ("KILL THE PRESIDENT"). Estos fueron vistos como una amenaza contra los Estados Unidos en general y el presidente Barack Obama en particular. Krahbichler informó que un cifrado en el video podría ser decodificado para revelar el mensaje "STANDANDFIGHTWITHUSTAKEDOWNTHEBLACKBEASTKILLHISDELEASEORDALLWITHTHYMY", y que el "BLACKBEAST" del mensaje podría ser Obama, un afroamericano. Krahbichler dijo que creía que el video contenía un mensaje político, pero no una amenaza terrorista.
Poco después de que el individuo que se hacía llamar Parker Warner Wright se revelara como el creador en Twitter a fines de noviembre, dijo a quienes habían estado trabajando para decodificar los textos "no están más cerca de comprender el mensaje". Sin embargo, admitió que había sido su intención que las personas trabajaran juntas para romper los códigos.

## Posibles propósitos
Si bien el metamensaje del video era claramente amenazante, seguía siendo demasiado vago para sacarse del mismo conclusiones definitivas sobre cuál podría haber sido la intención original de sus creadores. Dado que se publicitó unas semanas antes de Halloween, se especuló que podría ser una broma de Internet relacionada con tales fechas. Después de conocerse el trasfondo del vídeo y con la decodificación de los mensajes, Krahbichler dijo: "Estoy empezando a pensar de nuevo que es solo una broma elaborada". Sin embargo, no pensó que fuera uno dirigido específicamente a él, ya que si el remitente "me conociera personalmente, sabrían que no tengo la experiencia para descifrarlo, al menos no todo".
Otra teoría que ganó enteros era la de que se trataba de marketing viral para promocionar una película o videojuego inminente. Un usuario de Reddit señaló que la versión cinematográfica de Inferno, dirigida por Ron Howard y basada en la novela homónima de Dan Brown, y que cogía la esencia del libro "Infierno" de la Divina comedia de Dante Alighieri, estaba comenzando su producción en esas fechas. En la historia, un rico villano hace un video advirtiendo de sus planes de liberar un virus para reducir el crecimiento de la población. En él, también usa un disfraz de médico de la peste, se compara a sí mismo con la muerte y, al mismo tiempo, afirma ser la cura.
La web de cine Moviepilot también informó sobre las especulaciones de que el video estaba destinado a promover la próxima temporada de la serie 12 Monos del canal Syfy, basada en la película de Terry Gilliam del mismo nombre. Ambos se refieren a un viajero en el tiempo del futuro que intenta evitar el estallido de una devastadora epidemia en el presente. Otro usuario de Reddit había observado que la línea "Ya estás muerto" se usaba con frecuencia en el programa, al igual que un disfraz de médico de la plaga. Agregó que el código "3-1-2" señalado por los dedos de la figura al comienzo del video podría haberse referido a una próxima tercera temporada de la serie.
El origen polaco del video sugirió además un truco de marketing, según un usuario de ese país en Reddit. “[Nuestros estudios [de videojuegos] en ciernes no tienen grandes presupuestos para anuncios 'estándar'”, escribió. Recordó que años antes se lanzó otro video viral igualmente espeluznante en Polonia que parodiaba un programa infantil. Sin embargo, no pensó que las mismas personas estuvieran detrás de 11B-X-1371, ya que los valores de producción de su clip habían sido más altos.
En última instancia, parecía poco probable que cualquier empresa de medios, en particular los principales estudios y cadenas de televisión que estaban detrás de Inferno (Columbia Pictures, Sony Pictures e Imagine Entertainment) y 12 Monos (NBCUniversal), se arriesgaran a una publicidad negativa que se derivaría del uso de las imágenes en los espectrogramas y una amenaza sugerida contra un presidente de los Estados Unidos.
Otra teoría conectaba el video con el popular artista de música electrónica Skrillex. Cuando se publicaba por primera vez, lanzó una canción llamada "Red Lips". Poco después de la publicación original de Krahbichler, tuiteó "# REDLIPS #REDLIPS #REDLIPS". Se especuló que podría tratarse de un marketing viral para su trabajo (se sabe que otros músicos de ese género ocultan imágenes en espectrogramas) o de algunos CD de trabajos inéditos que, según él, habían sido robados de su habitación de hotel. Pero si fuera la primera posibilidad, señaló Krahblicher, "el problema es que las pistas sobre las obras que se promocionan son bastante débiles".